# George Trenholm
George Alfred Trenholm (25 de febrer de 1807 † 9 de desembre de 1876) fou un destacat polític en els Estats Confederats d'Amèrica.

## Biografia
George Alfred Trenholm va néixer a Charleston (Carolina del Sud). A l'edat de setze anys va deixar l'escola i va anar a treballar per a una de les cotoneres més importants, John Fraser & Co a Charleston. El 1853 va ser ascendit a gerent de l'empresa.
Del 1852 al 1856 Trenholm fou membre del parlament de Carolina del Sud i amb el partit demòcrata, i va donar suport a la secessió.
Durant la Guerra Civil, John Fraser & Co es va convertir en banc a l'estranger al servei del govern confederat i va finançar la seva pròpia flota pel bloqueig. com el Georgiana SS fou enfonsat en combat naval prop de Charleston, al març de 1863. Trenholm va ser nomenat Secretari de la Confederació del Tresor el 18 de juliol de 1864. Va fugir a Richmond (Virgínia) amb la resta del govern l'abril de 1865. A causa d'una malaltia va renunciar el 27 d'abril de 1865, poc abans d'acabar la guerra. Més tard va ser breument empresonat a Fort Pulaski prop de Savannah (Geòrgia).
Després de la guerra va tornar al seu negoci a Charleston, El 1867 va fer fallida, i poc després va construir el seu negoci de corretatge de cotó i va guanyar una fortuna. El 1874 va ser elegit per al Partit Demòcrata com a membre del parlament de Carolina del Sud. Va morir el 10 de desembre 1876 a Charleston (Carolina del Sud), on va ser enterrat al cementiri de la Magnolia.